# Леви Ешкол
Леви Ешкол (Леви Ешколⓘ(хебр. 'לֵוִי אֶשְׁכּוֹל), рођен као Леви Сколник) (5. октобар 1895 — 26. фебруар 1969), је био трећи премијер Израела од 1963, до своје смрти од срчаног удара, 1969.
Леви Сколник је рођен у селу Оратову недалеко од Кијева, Украјина. Његова мајка је била хаздистичког порекла а његов отац је дошао из митнагдимске породице. Ешкол је стекао традиционално образовање. 1914, Сколник је отишао за Земљу Израел, тада део Османског царства. Као добровољац је ступио у Јеврејску легију.
Када је основана држава Израел, Ешкол је прво био изабран у Кнесет 1951, као члан Мапаи партије. Служио је као министар пољопривреде до 1952, када је постављен за министра финансија, након смрти Елиезера Каплана. 1963. је изабран за премијера, наследивши Давида Бен-Гуриона који га је именовао за свог наследника. На овој дужности, Ешкол је радио на поправљању спољних односа Израела, успоставивши дипломатски контакт са Западном Немачком 1965, и такође успоставивши културне везе са Совјетским Савезом што је омогућило неким совјетским Јеврејима да имигрирају у Израел. Играо је важну улогу током Шестодневног рата, јуна 1967; током кризе, Ешкол је успоставио владу националног јединства, а ресор одбране, који је претходно он држао, препустио је Моше Дајану. У мирнодопском периоду, Ешкол је највише остао запамћен по имплементирању система за наводњавање.